# XIOM
XIOM（エクシオン）は、韓国の卓球総合ブランド。日本での販売元は株式会社VICTAS。会社名がXIOMではないため代理店だと思われやすいが、実際のところ役員のほとんどがXIOMであるため、日本のXIOM=卓永である。

## 製品
ラケット、ラバー、アパレル、シューズ、小物などの卓球用品。

## 代表的なラケット
他の卓球用品メーカーと同様に、シェークハンド、中国式、日本式ペンホルダーを販売している。日本ではシェークハンドのみ発売していたが、2021年発売の「フィール ZX」シリーズからは中国式ペンホルダーも発売している。近年は世界トッププレーヤーも多く使用しており、性能もさることながらデザインにおいても評価が高い。看板商品は片面ずつ特徴が異なるハイブリッドラケット 「アイスクリーム」や世界ランキング一桁のトップ選手モデルである「ウーゴ ハイパーアクシリウム」、36.5 ALX、フィール ZXなど。

## ラバー
ドイツで製造されているものが多い。
ドイツ製造のラバーは他のメーカーでも数多く発売はされているが、XIOMは常に最新技術搭載のラバーをどこよりも早く発売しており、XIOMの性能を超える他メーカーのドイツ製造ラバーはない。
主力ラバー製品には、ギリシャ文字の名称が用いられていることが多い（シグマ、ゼータ、オメガなど。シグマ、ゼータは日本では既に販売終了）。ラバーはTENSOR（テンゾー）規格とBIOS（バイオス）規格に準規している。同じ商品名でスポンジ硬度が異なる商品を多く発売しており、全てではないが商品名の最後にハイパー、ツアー、アジア、プロ、ヨーロ(ヨーロッパ)、エリートなどといった名称を付けて硬さを区別している。

### オメガシリーズ
XIOMから発売されているラバーの中で、オメガシリーズは「究極のラバー」として位置づけられている。性能の高さや寿命の長さなどから、タマスのテナジーシリーズと並んでノングルーラバーの中で人気が高い。
OMEGA I
オメガシリーズの初代モデルで、パッケージの色は青。オメガシリーズの中でもコントロール重視のラバーである。2007年の日本進出の際に市場には投入しておらず、後に発売された廉価版のゼータとは、価格面や性能などで対抗の余地がないことなどから、2018年現在においても日本では発売されていない。
OMEGA II
パッケージの色は赤。2007年の日本進出において、このラバーのみで市場に投入された。キャッチコピーは「野獣になれ」。
OMEGA III
パッケージの色は黒で、日本においても発売された。ノングルー時代に対応するために開発され、今までプロ選手が何度もグルーを重ね塗りをすることによって得ていたグルー効果を再現している。開発には柳承敏が関わっている。
OMEGA IV
エリート・プロ・アジア・ヨーロッパの4種類があり、パッケージの色は順番に青・黒・シルバー・白。日本で人気のニッタク ファスタークG-1、ヤサカ ラグザ7などとほぼ変わらない性能でありながら定価は4,800円で他メーカーと比較して圧倒的にコストパフォーマンスが良い。日本では(株)VICTASが代理店時代に一度廃番になったが、性能の高さから2019年に復活。
OMEGA V
ボールがセルロイドからプラスチックに変わり、以前よりも回転がかからなくなったことに着目して発売された。ツアー・プロ・アジア・ヨーロの4種類がある。特徴は強烈な回転と安定した弧線を描くこと。それでありながらスピードもしっかりでる。軽いラバーではないが他にはない重いボールを打つことが可能。日本では人気のヤサカ ラグザXと似ているが、スポンジの硬度のバリエーションやオメガVの中でもシートの違いなどもありこだわりのあるプレーヤーから評価されている。
OMEGA VII
オメガVIIは、ディープラーニングによる20年間の膨大な情報量を人工知能(AI)で解析して生まれた現在発売されている中でラバーの中で最高性能を誇る。更なる回転量、高い弧線、そしてスピードと、誰もが求めていたものを形にしたのがオメガVII。世界で有名なウーゴ・カルデラノ、チョン・ヨンシク、アン・ジェヒョンなどが、このシリーズのラバーを愛用している。過去にインターハイシングルス優勝の選手や、全国トップクラスの選手も表向きには言っていないが使っていたりする。

### ヴェガシリーズ
価格面や、種類の豊富さなどから中級者〜上級者の使用率が多い。性能も高いことから根強い人気がある。中でもVEGAツアー、VEGAXはかなり高性能でトップレベル用のラバーに匹敵する。
またヴェガ ツアーは高価格で高性能のため初中級者からの人気が根強く、指導者からの信頼も厚い。

## 関連人物
- 鄭栄植
- 江宏傑
- ウーゴ・カルデラノ